# Trixagus dermestoides
Trixagus dermestoides är en skalbaggsart som först beskrevs av Carl von Linné 1767.  Trixagus dermestoides ingår i släktet Trixagus, och familjen småknäppare. Arten är reproducerande i Sverige.

## Bildgalleri

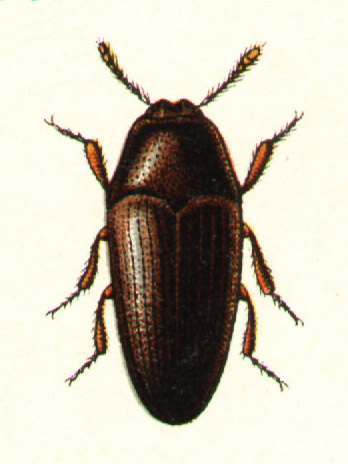
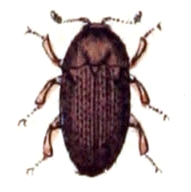